# Pedro Porro
Pedro Antonio Porro Sauceda (Don Benito, Badajoz, 13 de septiembre de 1999) es un futbolista español que juega de defensa en el Tottenham Hotspur F. C. de la Premier League.

## Trayectoria
Comenzó en las categorías inferiores del C. A. Gimnástico Don Benito, donde jugó durante siete temporadas. En 2015 llegó a la cantera del Rayo Vallecano para jugar en el Juvenil "C". En verano de 2017 se incorporó a la cantera del Girona Futbol Club para jugar en su equipo juvenil y en su equipo filial, el C. F. Peralada.
El 28 de noviembre de 2017, incluso antes de debutar con el equipo filial, hizo su debut en el primer equipo como sustituto del goleador Johan Mojica en un empate 1-1 contra el Levante U. D. en la Copa del Rey 2017-18. Hizo su primera aparición con el C. F. Peralada cinco días después, en Segunda División B, jugando los últimos siete minutos en un partido que finalizó 0-0 contra en el C. D. Ebro.
Debutó en Primera División el 17 de agosto de 2018, en la primera jornada de la temporada 2018-19, jugando el partido completo en el que se enfrentó al Real Valladolid C. F. con el resultado final de 0-0. El 10 de noviembre de 2018 frente al C. D. Leganés cumplió su partido número 10 en Liga, convirtiéndose así oficialmente en jugador de la primera plantilla y su cláusula de rescisión pasó automáticamente a 50 millones de euros. El 31 de enero de 2019 logró su primer gol como profesional en una derrota ante el Real Madrid C. F. (1-3) en Copa del Rey.
El 8 de agosto de 2019 el Girona Fútbol Club anunció su traspaso al Manchester City F. C. Cuatro días después, el Real Valladolid C. F. hizo oficial su llegada como cedido por una temporada con opción de compra. Esta no se hizo efectiva y en agosto de 2020 fue prestado al Sporting C. P. por dos temporadas.
En su primer año en Portugal ganó la Copa de la Liga, marcando el único gol de la final ante el S. C. Braga, y la Primeira Liga.
El 16 de mayo de 2022, tras haber completado la segunda temporada de la cesión, fue adquirido en propiedad y firmó un contrato con el equipo lisboeta hasta junio de 2025. Unos meses después, en enero de 2023, se despidió del club tras caer derrotados en la final de la Copa de la Liga ante una inminente marcha al Tottenham Hotspur F. C. Esta se produjo el día 31 en un préstamo con la obligación de comprarlo al final de la campaña.

## Selección nacional
El 21 de marzo de 2019 debutó como titular con la selección sub-21 en un amistoso ante Rumania.
Casi dos años después, el 15 de marzo de 2021, fue convocado por primera vez por la selección absoluta para tres encuentros de clasificación para el Mundial de 2022. Debutó el 28 del mismo mes saliendo de inicio en el triunfo por 1-2 ante Georgia.

## Estadísticas

### Clubes
Actualizado al último partido disputado el 25 de mayo de 2025.
| Club                               | Div.          | Temporada     | Liga  | Liga  | Liga   | Copas nacionales | Copas nacionales | Copas nacionales | Copas internacionales | Copas internacionales | Copas internacionales | Total | Total | Total  |
| Club                               | Div.          | Temporada     | Part. | Goles | Asist. | Part.            | Goles            | Asist.           | Part.                 | Goles                 | Asist.                | Part. | Goles | Asist. |
| ---------------------------------- | ------------- | ------------- | ----- | ----- | ------ | ---------------- | ---------------- | ---------------- | --------------------- | --------------------- | --------------------- | ----- | ----- | ------ |
| Girona F. C. · España              | 1.ª           | 2017-18       | 0     | 0     | 0      | 1                | 0                | 0                | ―                     | ―                     | ―                     | 1     | 0     | 0      |
| C. F. Peralada · España            | 2.ª B         | 2017-18       | 5     | 3     | 0      | ―                | ―                | ―                | ―                     | ―                     | ―                     | 5     | 3     | 0      |
| C. F. Peralada · España            | Total club    | Total club    | 5     | 3     | 0      | 0                | 0                | 0                | 0                     | 0                     | 0                     | 5     | 3     | 0      |
| Girona F. C. · España              | 1.ª           | 2018-19       | 32    | 0     | 4      | 2                | 1                | 0                | ―                     | ―                     | ―                     | 34    | 1     | 4      |
| Girona F. C. · España              | Total club    | Total club    | 32    | 0     | 4      | 3                | 1                | 0                | 0                     | 0                     | 0                     | 35    | 1     | 4      |
| Real Valladolid C. F. · España     | 1.ª           | 2019-20       | 13    | 0     | 0      | 2                | 0                | 0                | ―                     | ―                     | ―                     | 15    | 0     | 0      |
| Real Valladolid C. F. · España     | Total club    | Total club    | 13    | 0     | 0      | 2                | 0                | 0                | 0                     | 0                     | 0                     | 15    | 0     | 0      |
| Sporting C. P. Portugal            | 1.ª           | 2020-21       | 30    | 3     | 2      | 5                | 1                | 0                | 2                     | 0                     | 0                     | 37    | 4     | 2      |
| Sporting C. P. Portugal            | 1.ª           | 2021-22       | 23    | 4     | 4      | 5                | 0                | 3                | 7                     | 1                     | 0                     | 35    | 5     | 7      |
| Sporting C. P. Portugal            | 1.ª           | 2022-23       | 14    | 2     | 6      | 7                | 1                | 4                | 5                     | 0                     | 1                     | 26    | 3     | 11     |
| Sporting C. P. Portugal            | Total club    | Total club    | 67    | 9     | 12     | 17               | 2                | 7                | 14                    | 1                     | 1                     | 98    | 12    | 20     |
| Tottenham Hotspur F. C. Inglaterra | 1.ª           | 2022-23       | 15    | 3     | 3      | 1                | 0                | 0                | 1                     | 0                     | 0                     | 17    | 3     | 3      |
| Tottenham Hotspur F. C. Inglaterra | 1.ª           | 2023-24       | 35    | 3     | 7      | 2                | 1                | 0                | ―                     | ―                     | ―                     | 37    | 4     | 7      |
| Tottenham Hotspur F. C. Inglaterra | 1.ª           | 2024-25       | 33    | 2     | 6      | 5                | 0                | 0                | 13                    | 2                     | 3                     | 51    | 4     | 9      |
| Tottenham Hotspur F. C. Inglaterra | Total club    | Total club    | 83    | 8     | 16     | 8                | 1                | 0                | 14                    | 2                     | 3                     | 105   | 11    | 19     |
| Total carrera                      | Total carrera | Total carrera | 200   | 20    | 32     | 30               | 4                | 7                | 28                    | 3                     | 3                     | 258   | 28    | 43     |

## Palmarés

### Títulos nacionales
| Título                      | Club           | País     | Año  |
| --------------------------- | -------------- | -------- | ---- |
| Copa de la Liga de Portugal | Sporting C. P. | Portugal | 2021 |
| Primeira Liga               | Sporting C. P. | Portugal | 2021 |
| Supercopa de Portugal       | Sporting C. P. | Portugal | 2021 |
| Copa de la Liga de Portugal | Sporting C. P. | Portugal | 2022 |

### Títulos internacionales
| Título                 | Club                    | Sede   | Año  |
| ---------------------- | ----------------------- | ------ | ---- |
| Liga Europa de la UEFA | Tottenham Hotspur F. C. | Bilbao | 2025 |